# Les Histoires extraordinaires d'un jeune de banlieue
Albums de Disiz
Itinéraire d'un enfant bronzé
(2004) Disiz the End.
(2009)
Les Histoires extraordinaires d'un jeune de banlieue est le 4e album studio du rappeur Disiz sorti en 2005.

## Liste des titres
| No  | Titre                                                     | Producteur(s)                | Durée |
| --- | --------------------------------------------------------- | ---------------------------- | ----- |
| 1.  | Intro (Robin des Halls)                                   | Medeline                     | 3:15  |
| 2.  | Une Histoire Extraordinaire                               | Madizm & Sec.Undo            | 3:55  |
| 3.  | Inspecteur Disiz (Street Fabulous Remix)                  | Street Fabulous              | 3:38  |
| 4.  | Fuck You (Part 1)                                         | Madizm & Sec.Undo            | 3:18  |
| 5.  | Jeune de Banlieue                                         | Madizm & Sec.Undo            | 5:32  |
| 6.  | Lily                                                      | Madizm & Sec.Undo            | 4:22  |
| 7.  | Mélissa                                                   | DJ Bomb                      | 4:24  |
| 8.  | Bo Gosse                                                  | Dax Riders                   | 4:03  |
| 9.  | La Fille Facile                                           | Disiz la Peste & Audiotronik | 3:45  |
| 10. | Miss Désillusion                                          | Ludovic Bource               | 4:05  |
| 11. | Mc Pikachou (Ping Pong & King Kong (interlude))           |                              | 1:27  |
| 12. | Fuck You (Part 2)                                         | Madizm & Sec.Undo            | 4:43  |
| 13. | Juste Kiffer (featuring Humphrey)                         | Le Gang du Lyonnais          | 3:50  |
| 14. | Outro (Les Mille Et une Nuits)                            | Medeline                     | 3:00  |
| 15. | Inspecteur Disiz (Titres bonus)                           | Madizm & Sec.Undo            | 3:53  |
| 16. | Métis(Se) (Remix) (featuring Yannick Noah (Titres bonus)) | Humphrey                     | 3:24  |
| 17. | Dans Tes Rêves (Radar Mix (Titres bonus))                 | Pete Nilstam                 | 3:26  |

## Samples
Sources : WhoSampled
- Inspecteur Disiz reprend le gimmick de Human Beat Box des Fat Boys.
- La Fille Facile contient un sample de You May Die d'OutKast.
- Bo gosse reprend des éléments de Super Freak de Rick James.
- Une Histoire extraordinaire contient un sample du thème Tubular Bells du film L'Exorciste composé par Mike Oldfield.

## Commentaire
Le scénario du morceau Mélissa rappelle de celui du film True Romance de Tony Scott.

## Classements
L'album atteint la 30e du Top Albums France, pendant 1 semaine, et sera classé pendant 17 semaines au Top.